# La Conner
La Conner az Amerikai Egyesült Államok északnyugati részén, Washington állam Skagit megyéjében elhelyezkedő város. A 2010. évi népszámlálási adatok alapján 891 lakosa van.
Az egykor a Swinomish nevet viselő települést 1867-ben alapította Alonzo Low. 1869-ben J. S. Conner megvásárolta a kereskedőhelyet, amelynek felesége, Louisa Ann Conner nevét adta (a „La” előtag a nő monogramjából ered). La Conner egykor Skagit megye székhelye volt.
A városban nagyobb vadpulyka-populáció él, amely 2005-ben az év madara lett. 2006. augusztus 8-án meghallgatást tartottak a városházán, mivel egyesek szerint a madarak túl hangosak és veszélyt jelentenek a vagyontárgyakra. Később a populáció áttelepítéséről döntöttek.

## Éghajlat
| Hónap                         | Jan.  | Feb.  | Már.  | Ápr. | Máj. | Jún. | Júl. | Aug. | Szep. | Okt. | Nov.  | Dec.  | Év    |
| ----------------------------- | ----- | ----- | ----- | ---- | ---- | ---- | ---- | ---- | ----- | ---- | ----- | ----- | ----- |
| Rekord max. hőmérséklet (°C)  | 18,9  | 21,7  | 26,7  | 26,7 | 31,7 | 33,3 | 34,4 | 36,7 | 31,7  | 28,3 | 21,7  | 18,3  | 36,7  |
| Átlagos max. hőmérséklet (°C) | 8,3   | 10,0  | 12,2  | 14,4 | 17,8 | 20,6 | 22,8 | 23,3 | 20,6  | 15,0 | 10,6  | 7,8   | 15,3  |
| Átlagos min. hőmérséklet (°C) | 2,2   | 1,7   | 3,3   | 5,0  | 7,8  | 10,0 | 11,7 | 11,1 | 8,9   | 6,1  | 3,9   | 1,7   | 6,1   |
| Rekord min. hőmérséklet (°C)  | −20,0 | −12,8 | −12,8 | −3,9 | 0,0  | 3,3  | 3,3  | 2,2  | −2,2  | −7,2 | −13,9 | −18,0 | −20,0 |
| Átl. csapadékmennyiség (mm)   | 105   | 67    | 76    | 60   | 68   | 54   | 29   | 35   | 44    | 87   | 133   | 88    | 846   |
| Forrás: The Weather Channel   |       |       |       |      |      |      |      |      |       |      |       |       |       |

## Népesség
A 2010-es népszámláláskor a városnak 891 lakója, 467 háztartása és 224 családja volt. A népsűrűség 865 fő/km2. A lakóegységek száma 526, sűrűségük 510,7 db/km2. A lakosok 87,1%-a fehér, 0,7%-a afroamerikai, 5,1%-a indián, 1%-a ázsiai,  3,4%-a egyéb, 2,8%-a pedig kettő vagy több etnikumú. A spanyol vagy latino származásúak aránya 6,2% (   )
A háztartások 18%-ában élt 18 évnél fiatalabb. 36,6% házas, 8,8% egyedülálló nő, 2,6% egyedülálló férfi, 52% pedig nem család. 45,8% egyedül élt; 24,9%-uk 65 éves vagy idősebb. Egy háztartásban átlagosan 1,91 személy élt; a családok átlagmérete 2,7 fő.
A medián életkor 52,8 év volt. A város lakóinak 16,8%-a 18 évesnél fiatalabb, 4,3% 18 és 24 év közötti, 18,3%-uk 25 és 44 év közötti, 34,5%-uk 45 és 64 év közötti, 26,2%-uk pedig 65 éves vagy idősebb. A lakosok 45,1%-a férfi, 45,9%-a pedig nő.

## Nevezetes személyek
- Art Hupy, fotóművész[13]
- Barbara Straker James, múzeumfelügyelő[14]
- Brian Cladoosby, indián politikus[15]
- Clayton James, színész[16]
- Guy Anderson, festő[17]
- Hulet M. Wells, munkajogi aktivista[18]
- Joseph Shell, republikánus politikus[19]
- Tom Robbins, író[20]

## Testvérvárosok
A település testvérvárosai:
- Kenmare, Írország
- Olga, Oroszország
- San Rafael del Sur, Nicaragua
- White Rock (Brit Columbia), Kanada

## Fordítás
- Ez a szócikk részben vagy egészben  a   La Conner, Washington című angol Wikipédia-szócikk ezen változatának fordításán alapul.  Az eredeti cikk szerkesztőit annak laptörténete sorolja fel. Ez a jelzés csupán a megfogalmazás eredetét és a szerzői jogokat jelzi, nem szolgál a cikkben szereplő információk forrásmegjelöléseként.